# Hindi Zahra
Hindi Zahra (em árabe, زهرة هندي; em berbere, ⵀⵉⵏⴷⵉ ⵣⴰⵀⵔⴰ; Khouribga, 20 de janeiro de 1979) é uma cantora e compositora marroquino-francesa.

## Discografia

### Albuns / EP
- Homeland (2015)
- Until the Next Journey (EP - 2011)
- Handmade (2010)
- Hindi Zahra (EP - 2009)

### Singles
- 2015: "Any Story"
- 2011: "Fascination"
- 2010: "Beautiful Tango"
- 2010: "Stand Up"
- 2010: "Imik Si Mik"